# United Soccer League 2016
Die 6. United-Soccer-League-Saison war die 27. Saison einer dritten Fußballliga in den USA. Die Saison begann mit der Regular Season am 25. März 2016. Die Regular Season konnten die New York Red Bulls II für sich entscheiden. Die anschließenden Play-offs gewann ebenfalls zum ersten Mal die New York Red Bulls II durch einen 5:1-Finalsieg über die Swope Park Rangers.

## Modus
Die  Regular-Sesaon fand vom März bis September 2016 statt. In dieser traten die Vereine im Rundenturnier mit Hin- und Rückspiel gegen die anderen Vereine aus derselben Conference an. Die weiteren Spiele wurden gegen regionale Konkurrenten aus derselben Conference ausgetragen. Die besten acht Vereine der beiden Conferencen qualifizierten sich für die Play-offs, welche ab 30. September 2016 ausgetragen wurden. In diesen wurde der jeweilige Conference-Meister ermittelt, die beiden Conference-Sieger trafen dann im Finale, der USL Championship, am 23. Oktober 2016 aufeinander.

## Änderungen gegenüber 2015
Zur Saison 2016 nehmen fünf weitere Franchises an der United Soccer League teil. Dieses sind die Swope Park Rangers, Orlando City B, die Rio Grande Valley Toros, FC Cincinnati und Bethlehem Steel FC.
Der Austin Aztex FC erklärte, dass die Mannschaft die Saison 2016 aussetzen wird, da kein geeignetes Stadion gefunden wurde. Das eigentliche Heimstadion House Park wurde 2015 durch eine Überschwemmung beschädigt.
Im August 2015 kündigte die Liga an, dass zukünftig jede Mannschaft 30 Spiele in der Regular Season austragen wird. In den letzten Jahren wurden 28 Partien pro Verein ausgetragen.

## Franchises
| Harrison |

| Louisville |

| Cincinnati |

| Rochester |

| Charlotte |

| Charleston |

| Richmond |

| Melbourne |

| Wilmington |

| Harrisburg |

| Bethlehem |

| Vaughan |

| Pittsburgh |

| Montreal |

| Sacramento |

| Edinburg |

| Colorado Springs |

| Kansas City |

| Carson |

| Vancouver |

| Oklahoma City |

| Irvine |

| Portland |

| San Antonio |

| Sandy |

| Tukwila |

| Scottsdale |

| Fenton |

| Tulsa |

| Name                         | Ort                         | Stadion                                | Trainer             | Kapitän                    | Trikotsponsor                                               | MLS Partner            |
| ---------------------------- | --------------------------- | -------------------------------------- | ------------------- | -------------------------- | ----------------------------------------------------------- | ---------------------- |
| Arizona United               | Scottsdale, Arizona         | Scottsdale Stadium                     | TBD                 | TBD                        | Dignity Health AZ                                           | FC Dallas              |
| Bethlehem Steel FC           | Bethlehem, Pennsylvania     | Goodman Stadium                        | Brendan Burke       | TBD                        |                                                             | Philadelphia Union     |
| Charleston Battery           | Charleston, South Carolina  | MUSC Health Stadium                    | Michael Anhaeuser   | Jarad van Schaik           | SPARC/Teamphoria!                                           |                        |
| Charlotte Independence       | Charlotte, North Carolina   | Ramblewood Soccer Complex              | Mike Jeffries       | Jorge Herrera              | OrthoCarolina                                               | Colorado Rapids        |
| Colorado Springs Switchbacks | Colorado Springs, Colorado  | Sand Creek Stadium                     | Steve Trittschuh    | Luke Vercollone            | Penrose-St. Francis Health Services                         |                        |
| FC Cincinnati                | Cincinnati, Ohio            | Nippert Stadium                        |                     | John Harkes                | Toyota                                                      |                        |
| FC Montréal                  | Montreal, Quebec            | Saputo Stadium training field          | Philippe Eullaffroy | Nazim Belguendouz          | Bank of Montreal                                            | Montreal Impact        |
| Harrisburg City Islanders    | Harrisburg, Pennsylvania    | Skyline Sports Complex                 | Bill Becher         | Jason Pelletier Nick Noble | Capital Blue Cross                                          |                        |
| LA Galaxy II                 | Carson, Kalifornien         | StubHub Center Track and Field Stadium | Curt Onalfo         | Daniel Steres              | Herbalife                                                   | LA Galaxy              |
| Louisville City FC           | Louisville, Kentucky        | Louisville Slugger Field               | James O’Connor      | Matt Fondy                 | Humana                                                      |                        |
| New York Red Bulls II        | Harrison, New Jersey        | Red Bull Arena                         | John Wolyniec       | TBD                        | Red Bull                                                    | New York Red Bulls     |
| Oklahoma City Energy         | Oklahoma City, Oklahoma     | Taft Stadium                           | Jimmy Nielsen       | Michael Thomas             | First Fidelity Bank                                         |                        |
| Orange County Blues FC       | Irvine, Kalifornien         | Anteater Stadium                       | Oliver Wyss         | Didier Crettenand          | Sports 1 Marketing                                          |                        |
| Orlando City B               | Melbourne, Florida          | Titan Soccer Complex                   | Anthony Pulis       |                            | Orlando Health                                              | Orlando City           |
| Pittsburgh Riverhounds       | Pittsburgh, Pennsylvania    | Highmark Stadium                       | Mark Steffens       | Danny Earls                | Allegheny Health Network                                    |                        |
| Portland Timbers 2           | Portland, Oregon            | Merlo Field                            | Jay Vidovich        | Blair Gavin                | Stand Together (Portland Timbers/Thorns Community Outreach) | Portland Timbers       |
| Real Monarchs SLC            | Sandy, Utah                 | Rio Tinto Stadium                      | Freddy Juarez       | Lucas Baldin               | LifeVantage                                                 | Real Salt Lake         |
| Richmond Kickers             | Richmond, Virginia          | City Stadium                           | Leigh Cowlishaw     | TBD                        | Woodfin Home Comfort Systems                                | D.C. United            |
| Rio Grande Valley Toros      | Edinburg, Texas             | TBD                                    | TBD                 | TBD                        | TBD                                                         | Houston Dynamo         |
| Rochester Rhinos             | Rochester, New York         | Sahlen’s Stadium                       | Bob Lilley          | TBD                        | Bimbo Bakeries USA                                          | New England Revolution |
| Saint Louis FC               | Fenton, Missouri            | Soccer Park                            | Dale Schilly        | James Musa                 | Electrical Connection, NECA/IBEW Local 1                    | Chicago Fire           |
| Sacramento Republic          | Sacramento, Kalifornien     | Bonney Field                           | Paul Buckle         | Justin Braun               | UC Davis Children’s Hospital                                | San Jose Earthquakes   |
| San Antonio FC               | San Antonio, Texas          | Toyota Field                           |                     |                            |                                                             |                        |
| Seattle Sounders FC 2        | Tukwila, Washington         | Starfire Sports Complex                | Ezra Hendrickson    | Amadou Sanyang             | Xbox                                                        | Seattle Sounders FC    |
| Swope Park Rangers           | Kansas City, Missouri       | Swope Soccer Village                   | TBD                 |                            | Ivy Funds                                                   | Sporting Kansas City   |
| Toronto FC II                | Vaughan, Ontario            | Ontario Soccer Centre                  | Jason Bent          | Chris Mannella             | Bank of Montreal                                            | Toronto FC             |
| Tulsa Roughnecks             | Tulsa, Oklahoma             | ONEOK Field                            | David Irving        | Zac Lubin                  | Modelo Especial                                             |                        |
| Vancouver Whitecaps 2        | Vancouver, British Columbia | Thunderbird Stadium                    | Alan Koch           | Tyler Rosenlund            | Bell Canada                                                 | Vancouver Whitecaps    |
| Wilmington Hammerheads       | Wilmington, North Carolina  | Legion Stadium                         | Mark Briggs         | Brian Ackley               | New Hanover Regional Medical Center                         | New York City FC       |

## Regular Season
Wie in den vorherigen Spielzeiten ist bei Punktgleichheit zuerst die Anzahl der Siege ausschlaggebend, erst danach folgen Tordifferenz und geschossene Tore zur Festlegung der Platzierung.

### Eastern Conference
| Pl. | Verein                    | Sp. | S  | U  | N  | Tore    | Diff. | Punkte |
| --- | ------------------------- | --- | -- | -- | -- | ------- | ----- | ------ |
| 1.  | New York Red Bulls II     | 30  | 21 | 6  | 3  | 061:210 | +40   | 69     |
| 2.  | Louisville City FC        | 30  | 17 | 9  | 4  | 052:270 | +25   | 60     |
| 3.  | FC Cincinnati (N)         | 30  | 16 | 8  | 6  | 041:270 | +14   | 56     |
| 4.  | Rochester Rhinos (M)      | 30  | 13 | 12 | 5  | 038:250 | +13   | 51     |
| 5.  | Charlotte Independence    | 30  | 14 | 8  | 8  | 048:290 | +19   | 50     |
| 6.  | Charleston Battery        | 30  | 13 | 9  | 8  | 038:330 | +5    | 48     |
| 7.  | Richmond Kickers          | 30  | 12 | 9  | 9  | 033:260 | +7    | 45     |
| 8.  | Orlando City B (N)        | 30  | 9  | 8  | 13 | 035:490 | −14   | 35     |
| 9.  | Wilmington Hammerheads    | 30  | 8  | 10 | 12 | 037:470 | −10   | 34     |
| 10. | Harrisburg City Islanders | 30  | 8  | 7  | 15 | 037:540 | −17   | 31     |
| 11. | Bethlehem Steel FC (N)    | 30  | 6  | 10 | 14 | 032:430 | −11   | 28     |
| 12. | Toronto FC II             | 30  | 7  | 5  | 18 | 036:580 | −22   | 26     |
| 13. | Pittsburgh Riverhounds    | 30  | 6  | 7  | 17 | 031:500 | −19   | 25     |
| 14. | FC Montréal               | 30  | 7  | 2  | 21 | 035:570 | −22   | 23     |

| (M) | Titelverteidiger |
| (N) | Neuling          |

### Western Conference
| Pl. | Verein                       | Sp. | S  | U  | N  | Tore    | Diff. | Punkte |
| --- | ---------------------------- | --- | -- | -- | -- | ------- | ----- | ------ |
| 1.  | Sacramento Republic          | 30  | 14 | 10 | 6  | 043:270 | +16   | 52     |
| 2.  | Rio Grande Valley Toros (N)  | 30  | 14 | 9  | 7  | 047:240 | +23   | 51     |
| 3.  | Colorado Springs Switchbacks | 30  | 14 | 7  | 9  | 037:270 | +10   | 49     |
| 4.  | Swope Park Rangers (N)       | 30  | 14 | 6  | 10 | 045:360 | +9    | 48     |
| 5.  | LA Galaxy II                 | 30  | 12 | 11 | 7  | 052:420 | +10   | 47     |
| 6.  | Vancouver Whitecaps 2        | 30  | 12 | 9  | 9  | 044:440 | ±0    | 45     |
| 7.  | Oklahoma City Energy         | 30  | 10 | 13 | 7  | 032:300 | +2    | 43     |
| 8.  | Orange County Blues          | 30  | 12 | 4  | 14 | 039:410 | −2    | 40     |
| 9.  | Portland Timbers 2           | 30  | 12 | 4  | 14 | 038:420 | −4    | 40     |
| 10. | San Antonio FC               | 30  | 10 | 8  | 12 | 036:360 | ±0    | 38     |
| 11. | Real Monarchs                | 30  | 10 | 6  | 14 | 031:410 | −10   | 36     |
| 12. | Seattle Sounders 2           | 30  | 9  | 8  | 13 | 035:500 | −15   | 35     |
| 13. | Arizona United               | 30  | 9  | 7  | 14 | 040:460 | −6    | 34     |
| 14. | Saint Louis FC               | 30  | 8  | 10 | 12 | 042:440 | −2    | 34     |
| 15. | Tulsa Roughnecks             | 30  | 5  | 4  | 21 | 025:640 | −39   | 19     |

| (N) | Neuling |

## Play-offs
|  | Conference Viertelfinale | Conference Viertelfinale     | Conference Viertelfinale |                      |                       | Conference Halbfinale | Conference Halbfinale | Conference Halbfinale |  |  | Conference-Finale | Conference-Finale | Conference-Finale |  |  | USL Championship | USL Championship | USL Championship |
|  |                          |                              |                          |                      |                       |                       |                       |                       |  |  |                   |                   |                   |  |  |                  |                  |                  |
|  | 1                        | New York Red Bulls II        | 4                        |                      |                       |                       |                       |                       |  |  |                   |                   |                   |  |  |                  |                  |                  |
|  | 8                        | Orlando City B               | 0                        |                      |                       |                       |                       |                       |  |  |                   |                   |                   |  |  |                  |                  |                  |
|  | 8                        | Orlando City B               | 0                        |                      | New York Red Bulls II | 3 (5)                 |                       |                       |  |  |                   |                   |                   |  |  |                  |                  |                  |
|  |                          |                              |                          |                      | New York Red Bulls II | 3 (5)                 |                       |                       |  |  |                   |                   |                   |  |  |                  |                  |                  |
|  |                          |                              |                          | Rochester Rhinos     | 3 (4)                 |                       |                       |                       |  |  |                   |                   |                   |  |  |                  |                  |                  |
|  | 4                        | Rochester Rhinos             | 3                        | Rochester Rhinos     | 3 (4)                 |                       |                       |                       |  |  |                   |                   |                   |  |  |                  |                  |                  |
|  | 4                        | Rochester Rhinos             | 3                        |                      |                       |                       |                       |                       |  |  |                   |                   |                   |  |  |                  |                  |                  |
|  | 5                        | Charlotte Independence       | 1                        |                      |                       |                       |                       |                       |  |  |                   |                   |                   |  |  |                  |                  |                  |
|  | 5                        | Charlotte Independence       | 1                        |                      | New York Red Bulls II | 1 (4)                 |                       |                       |  |  |                   |                   |                   |  |  |                  |                  |                  |
|  |                          |                              |                          | Eastern Conference   | New York Red Bulls II | 1 (4)                 |                       |                       |  |  |                   |                   |                   |  |  |                  |                  |                  |
|  |                          |                              | Louisville City FC       | 1 (3)                |                       |                       |                       |                       |  |  |                   |                   |                   |  |  |                  |                  |                  |
|  | 3                        | FC Cincinnati                | Louisville City FC       | 1 (3)                | 1                     |                       |                       |                       |  |  |                   |                   |                   |  |  |                  |                  |                  |
|  | 3                        | FC Cincinnati                |                          |                      |                       |                       |                       |                       |  |  |                   |                   |                   |  |  |                  |                  |                  |
|  | 6                        | Charleston Battery           | 2                        |                      |                       |                       |                       |                       |  |  |                   |                   |                   |  |  |                  |                  |                  |
|  | 6                        | Charleston Battery           | 2                        |                      | Charleston Battery    | 0                     |                       |                       |  |  |                   |                   |                   |  |  |                  |                  |                  |
|  |                          |                              |                          |                      | Charleston Battery    | 0                     |                       |                       |  |  |                   |                   |                   |  |  |                  |                  |                  |
|  |                          |                              |                          | Louisville City FC   | 1                     |                       |                       |                       |  |  |                   |                   |                   |  |  |                  |                  |                  |
|  | 2                        | Louisville City FC           | 2                        | Louisville City FC   | 1                     |                       |                       |                       |  |  |                   |                   |                   |  |  |                  |                  |                  |
|  | 2                        | Louisville City FC           | 2                        |                      |                       |                       |                       |                       |  |  |                   |                   |                   |  |  |                  |                  |                  |
|  | 7                        | Richmond Kickers             | 0                        |                      |                       |                       |                       |                       |  |  |                   |                   |                   |  |  |                  |                  |                  |
|  | 7                        | Richmond Kickers             | 0                        |                      | New York Red Bulls II | 5                     |                       |                       |  |  |                   |                   |                   |  |  |                  |                  |                  |
|  |                          |                              |                          |                      |                       |                       |                       |                       |  |  |                   |                   |                   |  |  |                  |                  |                  |
|  |                          |                              | Swope Park Rangers       | 1                    |                       |                       |                       |                       |  |  |                   |                   |                   |  |  |                  |                  |                  |
|  | 1                        | Sacramento Republic          | Swope Park Rangers       | 1                    | 0 (4)                 |                       |                       |                       |  |  |                   |                   |                   |  |  |                  |                  |                  |
|  | 1                        | Sacramento Republic          |                          |                      |                       |                       |                       |                       |  |  |                   |                   |                   |  |  |                  |                  |                  |
|  | 2                        | Orange County Blues          | 0 (5)                    |                      |                       |                       |                       |                       |  |  |                   |                   |                   |  |  |                  |                  |                  |
|  | 2                        | Orange County Blues          | 0 (5)                    |                      | Orange County Blues   | 1                     |                       |                       |  |  |                   |                   |                   |  |  |                  |                  |                  |
|  |                          |                              |                          |                      | Orange County Blues   | 1                     |                       |                       |  |  |                   |                   |                   |  |  |                  |                  |                  |
|  |                          |                              |                          | Swope Park Rangers   | 2                     |                       |                       |                       |  |  |                   |                   |                   |  |  |                  |                  |                  |
|  | 4                        | Swope Park Rangers           | 3                        | Swope Park Rangers   | 2                     |                       |                       |                       |  |  |                   |                   |                   |  |  |                  |                  |                  |
|  | 4                        | Swope Park Rangers           | 3                        |                      |                       |                       |                       |                       |  |  |                   |                   |                   |  |  |                  |                  |                  |
|  | 5                        | LA Galaxy II                 | 0                        |                      |                       |                       |                       |                       |  |  |                   |                   |                   |  |  |                  |                  |                  |
|  | 5                        | LA Galaxy II                 | 0                        |                      | Swope Park Rangers    | 3                     |                       |                       |  |  |                   |                   |                   |  |  |                  |                  |                  |
|  |                          |                              |                          | Western Conference   | Swope Park Rangers    | 3                     |                       |                       |  |  |                   |                   |                   |  |  |                  |                  |                  |
|  |                          |                              | Vancouver Whitecaps 2    | 0                    |                       |                       |                       |                       |  |  |                   |                   |                   |  |  |                  |                  |                  |
|  | 3                        | Colorado Springs Switchbacks | Vancouver Whitecaps 2    | 0                    | 1                     |                       |                       |                       |  |  |                   |                   |                   |  |  |                  |                  |                  |
|  | 3                        | Colorado Springs Switchbacks |                          |                      |                       |                       |                       |                       |  |  |                   |                   |                   |  |  |                  |                  |                  |
|  | 6                        | Vancouver Whitecaps 2        | 2                        |                      |                       |                       |                       |                       |  |  |                   |                   |                   |  |  |                  |                  |                  |
|  | 6                        | Vancouver Whitecaps 2        | 2                        |                      | Vancouver Whitecaps 2 | 3                     |                       |                       |  |  |                   |                   |                   |  |  |                  |                  |                  |
|  |                          |                              |                          |                      |                       |                       |                       |                       |  |  |                   |                   |                   |  |  |                  |                  |                  |
|  |                          |                              |                          | Oklahoma City Energy | 2                     |                       |                       |                       |  |  |                   |                   |                   |  |  |                  |                  |                  |
|  | 2                        | Rio Grande Valley Toros      | 2                        | Oklahoma City Energy | 2                     |                       |                       |                       |  |  |                   |                   |                   |  |  |                  |                  |                  |
|  | 2                        | Rio Grande Valley Toros      | 2                        |                      |                       |                       |                       |                       |  |  |                   |                   |                   |  |  |                  |                  |                  |
|  | 7                        | Oklahoma City Energy         | 3                        |                      |                       |                       |                       |                       |  |  |                   |                   |                   |  |  |                  |                  |                  |

### Conference Viertelfinale
Eastern Conference
| 1. Oktober 2016 18:05 EDT | Rochester Rhinos                  | 3:1 (2:0) | Charlotte Independence | Rochester Rhinos Stadium Zuschauer: 2.080 Schiedsrichter: Henrik Karlsson |
| 1. Oktober 2016 18:05 EDT | Fall 7′ Dos Santos 23′ Tergou 70′ | Bericht   | Hassan 75′             | Rochester Rhinos Stadium Zuschauer: 2.080 Schiedsrichter: Henrik Karlsson |

| 2. Oktober 2016 16:00 EDT | New York Red Bulls II                 | 4:0 (1:0) | Orlando City B | Red Bull Arena Zuschauer: 1.088 Schiedsrichter: Matthew Kreitzer |
| 2. Oktober 2016 16:00 EDT | Long 32′, 77′ Bezecourt 59′ Allen 67′ | Bericht   |                | Red Bull Arena Zuschauer: 1.088 Schiedsrichter: Matthew Kreitzer |

| 2. Oktober 2016 16:00 EDT | FC Cincinnati | 1:2 (1:1) | Charleston Battery    | Nippert Stadium Zuschauer: 30.187 Schiedsrichter: Kevin Terry Jr. |
| 2. Oktober 2016 16:00 EDT | Stevensen 19′ | Bericht   | Tsonis 40′ Prince 65′ | Nippert Stadium Zuschauer: 30.187 Schiedsrichter: Kevin Terry Jr. |

| 2. Oktober 2016 19:00 EDT | Louisville City FC     | 2:0 n. V. | Richmond Kickers | Louisville Slugger Field Zuschauer: 5.467 Schiedsrichter: Andrew Musashe |
| 2. Oktober 2016 19:00 EDT | Davis 92′ Hoffman 102′ | Bericht   |                  | Louisville Slugger Field Zuschauer: 5.467 Schiedsrichter: Andrew Musashe |

Western Conference
| 30. September 2016 19:30 CDT | Swope Park Rangers               | 3:0 (0:0) | LA Galaxy II | Swope Soccer Village Zuschauer: 1.885 Schiedsrichter: Guido Gonzales Jr. |
| 30. September 2016 19:30 CDT | Tyrpak 76′ Gonzalez 90+3′, 90+5′ | Bericht   |              | Swope Soccer Village Zuschauer: 1.885 Schiedsrichter: Guido Gonzales Jr. |

| 30. September 2016 19:00 MDT | Colorado Springs Switchbacks | 1:2 (1:2) | Vancouver Whitecaps 2 | Switchbacks Stadium Zuschauer: 2.405 Schiedsrichter: Ramy Touchan |
| 30. September 2016 19:00 MDT | Vercollone 7′                | Bericht   | Greig 17′, Froese 31′ | Switchbacks Stadium Zuschauer: 2.405 Schiedsrichter: Ramy Touchan |

| 1. Oktober 2016 19:30 CDT | Rio Grande Valley Toros | 2:3 (1:0) | Oklahoma City Energy           | Toro Stadium Zuschauer: 2.701 Schiedsrichter: Rosendo Mendoza |
| 1. Oktober 2016 19:30 CDT | Luna 33′ Bird 76′       | Bericht   | Olsson 73′ Bonner 90+2′, 90+3′ | Toro Stadium Zuschauer: 2.701 Schiedsrichter: Rosendo Mendoza |

| 1. Oktober 2016 19:30 PDT | Sacramento Republic | 0:0 n. V. | Orange County Blues | Bonney Field Zuschauer: 10.926 Schiedsrichter: Timothy Ford |
| 1. Oktober 2016 19:30 PDT | Bericht             |           |                     | Bonney Field Zuschauer: 10.926 Schiedsrichter: Timothy Ford |

|                                        |     | Elfmeterschießen                            |  |
| Trickett-Smith Iwasa Koval Guzmán Cole | 4:5 | Meeus Chaplow Stefanovic Barouch Crettenand |  |

### Conference Halbfinale
Eastern Conference
| 7. Oktober 2016 19:00 EDT | New York Red Bulls II                 | 3:3 (2:2, 2:1) | Rochester Rhinos              | Red Bull Arena Zuschauer: 1.229 Schiedsrichter: Luis Guardia |
| 7. Oktober 2016 19:00 EDT | Etienne 20′ Allen 44′, 119′ (Penalty) | Bericht        | Dos Santos 22′, 55′ Fall 110′ | Red Bull Arena Zuschauer: 1.229 Schiedsrichter: Luis Guardia |

|                                  |     | Elfmeterschießen                                |  |
| Long Etienne Allen Metzger Plewa | 5:4 | Fall Farrell Apostolopoulos Dos Santos Kyriazis |  |

| 8. Oktober 2016 19:30 EDT | Louisville City FC | 1:0 (0:0) | Charleston Battery | Louisville Slugger Field Zuschauer: 6.581 Schiedsrichter: Mark Kadlecik |
| 8. Oktober 2016 19:30 EDT | Dacres 53′         | Bericht   |                    | Louisville Slugger Field Zuschauer: 6.581 Schiedsrichter: Mark Kadlecik |

Western Conference
| 8. Oktober 2016 12:00 PDT | Vancouver Whitecaps 2         | 3:2 (1:0) | Oklahoma City Energy | Thunderbird Stadium Zuschauer: 1.308 |
| 8. Oktober 2016 12:00 PDT | Froes 27′ Greig 48′ Haber 89′ | Bericht   | König 60′ Pitter 80′ | Thunderbird Stadium Zuschauer: 1.308 |

| 9. Oktober 2016 15:00 PDT | Swope Park Rangers      | 2:1 n. V. (1:1, 1:0) | Orange County Blues | Swope Soccer Village Zuschauer: 2.181 Schiedsrichter: Nima Saghafi. |
| 9. Oktober 2016 15:00 PDT | Gonzalez 20′ Kelly 105′ | Bericht              | Rauhofer 70′        | Swope Soccer Village Zuschauer: 2.181 Schiedsrichter: Nima Saghafi. |

### Conference-Finale
Eastern Conference
| 16. Oktober 2016 18:00 EDT | New York Red Bulls II | 1:1 n. V. (1:1, 0:1) | Louisville City FC | Red Bull Arena Zuschauer: 2.709 Schiedsrichter: Robert Sibiga |
| 16. Oktober 2016 18:00 EDT | Valot 74′             | Bericht              | Craig 11′          | Red Bull Arena Zuschauer: 2.709 Schiedsrichter: Robert Sibiga |

|                              |     | Elfmeterschießen                  |  |
| Etienne Long Allen Bezecourt | 4:3 | Lancaster Smith Quinn Kaye Newnam |  |

Western Conference
| 15. Oktober 2016 19:30 CDT | Swope Park Rangers       | 3:0 (2:0) | Vancouver Whitecaps 2 | Swope Soccer Village Zuschauer: 2.922 Schiedsrichter: Juan Guzman |
| 15. Oktober 2016 19:30 CDT | Typrak 8′, 32′ Kelly 89′ | Bericht   |                       | Swope Soccer Village Zuschauer: 2.922 Schiedsrichter: Juan Guzman |

### USL Championship
| Paarung               | New York Red Bulls II – Swope Park Rangers |
| Ergebnis              | 5:1 (2:0) |
| Datum                 | 23. Oktober 2016 um 20:00 Uhr EDT |
| Stadion               | Red Bull Arena, Harrison |
| Zuschauer             | 5.547 |
| Schiedsrichter        | Armando Villarreal |
| Tore                  | 1:0 Etienne (18.) 2:0 Allen (39.) 2:1 Granitto (74.) 3:1 Allen (85.) 4:1 Allen (88.) 5:1 Bezecourt (90.+2') |
| New York Red Bulls II | Ryan Meara - Kevin O’Toole (66. Konrad Plewa), Aaron Long, Zach Carroll, David Najem - Dan Metzger, Tyler Adams, Vincent Bezecourt - Derrick Etienne Jr. (90. Benjamin Mines), Brandon Allen (89. Tim Schmoll), Florian Valot (81. Stefano Bonomo) |
| Swope Park Rangers    | Adrian Zendejas - Oumar Ballo, Amer Didic, Johnny Grant (89. Akeil Barrett), Ever Alvarado - Emmanuel Appiah (46. Tomas Granitto), Christian Duke (89. Alex Molano), Ayrton (61. Mark Anthony Gonzalez) - Kris Tyrpak, Dane Kelly, Tyler Pasher    |
| Gelbe Karten          | Dan Metzger (72.) – keine |

## Statistiken

### Torschützenliste
Bei gleicher Anzahl an Toren sind die Spieler alphabetisch gelistet.
| Pl.               | Spieler          | Mannschaft             | Tore |
| ----------------- | ---------------- | ---------------------- | ---- |
| 1.                | Sean Okoli       | FC Cincinnati          | 16   |
| 2.                | Brandon Allen    | New York Red Bulls II  | 15   |
| 2.                | Jack McBean      | LA Galaxy II           | 15   |
| 4.                | Irvin Herrera    | Saint Louis FC         | 14   |
| 4.                | Chandler Hoffman | Louisville City FC     | 14   |
| 6.                | Corey Hertzog    | Pittsburgh Riverhounds | 13   |
| 7.                | Cameron Iwasa    | Sacramento Republic    | 12   |
| Stand: Saisonende |                  |                        |      |

### Vorlagen
Bei gleicher Anzahl an Vorlagen sind die Spieler alphabetisch gelistet.
| Pl.               | Spieler                | Mannschaft                 | Tore |
| ----------------- | ---------------------- | -------------------------- | ---- |
| 1.                | Wiljan Bischew         | Portland Timbers 2         | 10   |
| 2.                | Danny Barrera          | Sacramento Republic        | 9    |
| 3.                | Carlos Álvarez         | San Antonio FC             | 7    |
| 3.                | José Barril            | Harrisburg City Islanders  | 7    |
| 3.                | Jose Memo Rodríguez    | Rio Grande Valley FC Toros | 7    |
| 3.                | Ayrton Pinheiro Victor | Swope Park Rangers         | 7    |
| Stand: Saisonende |                        |                            |      |

## Trainerwechsel
| Datum           | Verein                 | Trainer       | Grund        | Nachfolger            | Quelle |
| --------------- | ---------------------- | ------------- | ------------ | --------------------- | ------ |
| 21. Mai 2016    | Pittsburgh Riverhounds | Mark Steffens | Freistellung | Dave Brandt           | [ 11 ] |
| 15. August 2016 | Saint Louis FC         | Dale Schilly  | Freistellung | Tim Leonard (Interim) | [ 12 ] |
| 19. August 2016 | Orange County Blues FC | Oliver Wyss   | Befördert    | Barry Venison         | [ 13 ] |

## Auszeichnungen

### Spielerauszeichnungen
- Most Valuable Player: Sean Okoli (FC Cincinnati)[14]
- Rookie of the Year: Brandon Allen (New York Red Bulls II)[15]
- Defender of the Year: Aaron Long (New York Red Bulls II)[16]
- Goalkeeper of the Year: Mitch Hildebrandt (FC Cincinnati)[17]
- Coach of the Year: John Wolyniec (New York Red Bulls II)[18]

### All-Star-Team
| Torhüter                | Abwehr                                                                         | Mittelfeld                                                  | Stürmer                                                 |
| ----------------------- | ------------------------------------------------------------------------------ | ----------------------------------------------------------- | ------------------------------------------------------- |
| Mitch Hildebrandt (CIN) | Harrison Delbridge (CIN) Amer Didic (SPR) Aaron Long (NYRB) Hugh Roberts (RIC) | Danny Barrera (SAC) Villyan Bijev (POR) Enzo Martinez (CHA) | Brandon Allen (NYRB) Jack McBean (LAG) Sean Okoli (CIN) |

| Torhüter             | Abwehr                                                                    | Mittelfeld                                               | Stürmer                                                     |
| -------------------- | ------------------------------------------------------------------------- | -------------------------------------------------------- | ----------------------------------------------------------- |
| Devala Gorrick (COL) | Zach Carroll (NYRB) Joe Farrell (ROC) Bruno Perone (WIL) Josh Suggs (COL) | José Barril (HAR) Kenardo Forbes (ROC) Yudai Imura (RIC) | Irvin Herrera (STL) Corey Hertzog (PIT) Cameron Iwasa (SAC) |